# ヴェルナー・フォン・ブロンベルク
ヴェルナー・エドゥアルト・フリッツ・フォン・ブロンベルク（ドイツ語: Werner Eduard Fritz von Blomberg、1878年9月2日 - 1946年3月14日）は、ドイツの陸軍軍人、政治家。ヒトラー内閣において1933年から1938年まで国防大臣（陸軍大臣）を務めた。ヴァイマル共和国軍時代から軍部に影響を与え、ドイツ国防軍のナチ化を押し進め、1936年に国防軍で最初の陸軍元帥に叙されたが、ナチ党の冒険的な外交政策に反対し、ブロンベルク罷免事件で国防軍から排除された。

## 生涯

### 前半生
1878年、当時ドイツ帝国領邦プロイセン王国ポメルン県(de)に属していたシュタルガルトに生まれる。父は陸軍中佐のエミール・フォン・ブロンベルク(Emil von Blomberg)。母はその妻エマ(Emma)(旧姓フォン・ツェペ・ウント・ヴァイデンバッハvon Tschepe und Weidenbach)。
父の祖先はクールラント公国の軍隊に仕えていた貴族と言うが、ブロンベルクの先祖が本当にその軍隊に仕えていたか、また貴族であったのかどうか証明されておらず、定かではない。ただブロンベルクの伯父ヘルマン・フォン・ブロンベルク歩兵大将(1836-1924)は勇敢な軍人であると認められて貴族の称号「フォン」を使う事に王立紋章事務所から反対はなかった。母の家系はシュレージエンの貴族である。
1894年から1897年にかけてベルリン・グロス・リヒターフェルデ (de) のプロイセン陸軍士官学校に在学した。1897年にプロイセン第73軽歩兵連隊(Füsilier-Regiment)に少尉として入隊し、同連隊隷下の第2大隊長副官となった。
1904年に少佐の娘シャルロッテ・ヘルミッヒ(Charlotte Hellmich)と最初の結婚をした。
1904年から1907年にかけてプロイセン陸軍大学校に在学。1910年より参謀本部に配属される。1911年には陸軍大尉に昇進した。1914年1月には第130歩兵連隊隷下の中隊の隊長となった。

### 第一次世界大戦
1914年8月に第一次世界大戦が開戦すると第19予備師団の参謀に任じられた。1916年3月に少佐に昇進し、1916年7月からは第18予備軍団の参謀に転じた。
さらに1917年2月には西部戦線の第7軍の参謀に転じる。
1918年6月3日にはプール・ル・メリット勲章を受章した。

### ヴァイマル共和政時代
戦後、ヴェルサイユ条約によって陸軍10万人（将校は4000人）にまで制限されたヴァイマル共和国軍の将校に選び残された。1919年10月から国軍省(de)に勤務した。1921年から1925年までシュトゥットガルト軍管区と第5師団の参謀長を務めた。1923年に大佐に昇進。1925年に国軍省に戻り、陸軍訓練部(T4部)の部長に就任した。さらに1927年4月から1929年10月にかけては事実上の参謀本部である兵務局の局長となった。
ブロンベルクは兵務局長の地位にあった1927年から1929年にかけて独ソ秘密軍事協力を行っていたソビエト連邦を頻繁に訪問している。そこで独裁体制・全体主義体制というものに深い感銘を受けたという。ソビエト連邦との軍事協力で戦車や毒ガスの開発、空軍建設に関わった。
ただし兵務局長としてフランスとポーランドの二正面戦争になった場合の作戦計画を立案出来なかったため、国軍省によりクルト・フォン・ハンマーシュタイン＝エクヴォルトと交替させられた。
1929年10月に中将に昇進するとともに東プロイセンの第1師団長と第I軍管区司令官に任じられた。
この職位にあった1931年に国家社会主義ドイツ労働者党党首アドルフ・ヒトラーと初めて出会い、大きな感銘を受けたという。ブロンベルクは国家社会主義者でも共産主義者でもなかったが、ヒトラー個人の力強さに惚れこみ、彼の崇拝者となった。ヒトラーの独裁政治を誕生させることにこそドイツの未来があると信じ、あらゆる機会を利用して親ヒトラー運動を行った。アメリカ合衆国を公式訪問した時さえ「ナチ党政権の誕生は不可避であり、それが望ましい事なのである」などと語っている。
反ナチ派の首相ハインリヒ・ブリューニングはブロンベルクの親ヒトラーぶりを危険視し、彼を退役させようと画策したが、ブロンベルクはパウル・フォン・ヒンデンブルク大統領に取り入ることに成功し、逆にブリューニングの軍事政策に不利益になるような報告書を書いて、ブリューニング失脚の一因を作った
1932年のジュネーヴ軍縮会議(de)ではドイツ軍事代表団長を務めた。当時のグレーナー国防相の方針に反対し、ドイツの軍備強化やソビエト連邦との軍事協力を主張していたため、会議や国際連盟からの脱退も辞さない姿勢を見せた。1932年、シャルロッテ夫人が5人の子どもを残して54歳で死去した。

### 国防相時代

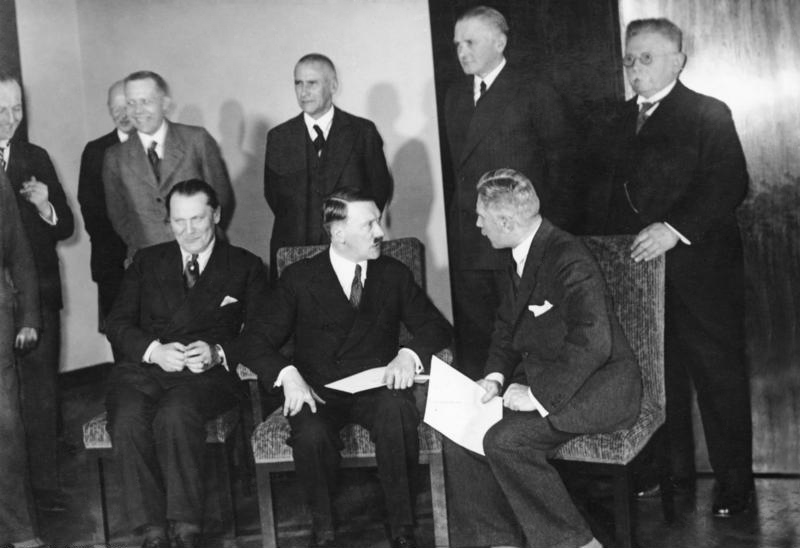
1933年1月30日、アドルフ・ヒトラー内閣
後列右からフーゲンベルク経済相、ブロンベルク国防相、フリック内相、クロージク蔵相。

アドルフ・ヒトラーを首相に任命する事を決意したヒンデンブルク大統領は、1933年1月29日にジュネーヴのブロンベルクをベルリンに呼び戻し、1月30日にヒトラーを首相に任命するより数時間先の午前9時に新内閣の国防大臣に任命した。内閣成立前の閣僚の任命はヴァイマル憲法的には違憲である。同日午前11時15分頃にヒトラーが首相に任じられた。
ブロンベルクには保守派によるヒトラーの「囲い込み」と「飼い慣らし」が期待されていたが、ブロンベルクにその意思はなく、ヒトラーの信頼を得ようと忠勤に励んだ。反ヒトラー的な前国防相クルト・フォン・シュライヒャーの取り巻きを国防省から排除することに努めた。国防省官房長フェルディナント・フォン・ブレドウを罷免し、ヴァルター・フォン・ライヒェナウを代わりの官房長に据えた。つづいて兵務局長をヴィルヘルム・アダムからルートヴィヒ・ベックに代えた。さらに国防軍局長オイゲン・オットを日本に飛ばし、代わってフリードリヒ・フロムを国防軍局長に任じた。陸軍総司令官クルト・フォン・ハンマーシュタイン＝エクヴォルトも6月末頃までに軍内で孤立化させ、1934年1月には辞職に追いやり、ヴェルナー・フォン・フリッチュに代えた（当初ブロンベルクはよりナチス寄りなライヒェナウを陸軍総司令官にしたかったが、反発が強すぎてフリッチュにした）。

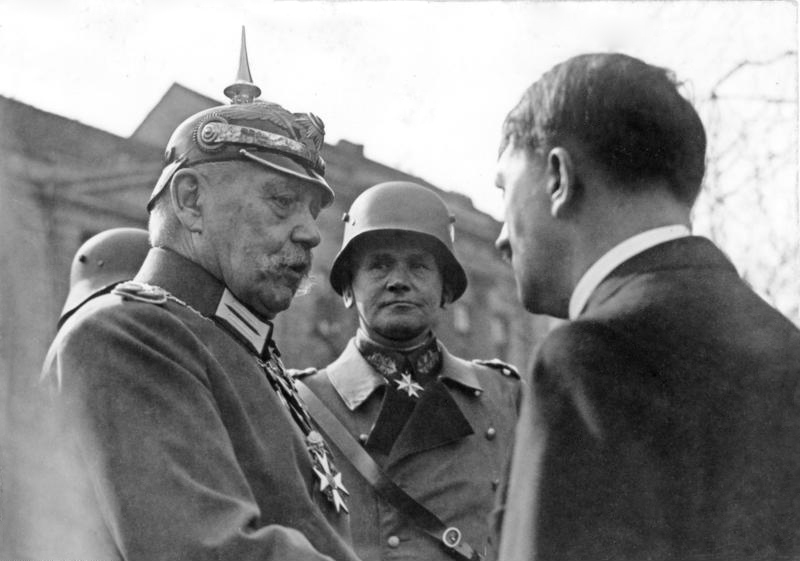
ヒンデンブルク大統領とヒトラー。中央がブロンベルク。1933年3月21日

ヒトラーもブロンベルクの忠勤に報い、軍の権威や権限の拡大に努めた。1933年4月4日には秘密再軍備に向けた国防会議を創設。さらに同年7月20日には国防軍法を制定して、軍に対しては普通裁判所の司法権は及ばない旨を規定し、また国防法を改正して郷党的規定を廃し、国防軍が唯一の国防の担い手であることを定めた。
しかしながらナチ党の突撃隊は、政権獲得時には400万人もの隊員数（うち武装兵士50万人）を有し、第二の軍隊と呼ばれるようになっていた。国防軍から反発を受けており、ブロンベルクは、ヒトラーに明確な裁定を求めた。1934年2月にヒトラーの仲介で国防省においてブロンベルクとレームは一度は協定を結んだが、突撃隊が協定を守る様子はなかった。突撃隊謀反のうわさが流れるとヒトラーはヒンデンブルク大統領やブロンベルクから突撃隊に処置をとることを要求された。ヒトラーは1934年6月30日から7月2日にかけて長いナイフの夜と呼ばれる粛清を行った。この時、退役将軍の二人クルト・フォン・シュライヒャーとフェルディナント・フォン・ブレドウ が殺害された。しかし、ブロンベルクは国防大臣として何の抗議もしなかった。ブロンベルクは7月3日の閣議で軍を代表してヒトラーに賛辞を贈っている。

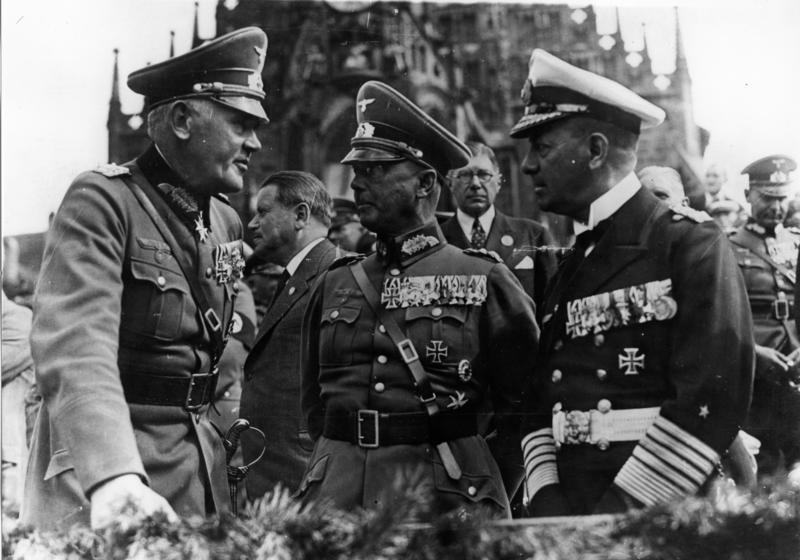
1936年9月に開催された第8回党大会において、ニュルンベルク都心でのパレードを観閲する国防軍首脳。左から国防相ブロンベルクと陸軍総司令官フリッチュ、海軍総司令官レーダー。

1934年8月2日にヒンデンブルク大統領が死去した。ブロンベルクは同日中に陸軍総司令官ヴェルナー・フォン・フリッチュと海軍総司令官エーリヒ・レーダーとともに軍を代表してヒトラーへの忠誠宣誓を行った。そしてこれに倣ってドイツ中で全ドイツ軍人がヒトラーに忠誠宣誓を行った。
その後もユダヤ系ドイツ人の国防軍からの追放に反対する将校団の抵抗を押さえ込んだり、ヒトラーの45歳の誕生日を記念して、国防軍リスト連隊ミュンヘン兵舎を「アドルフ・ヒトラー兵舎」と命名させるなど、ヒトラーに忠実だった。彼はもともと柔和な性格として「ゴムのライオン」と渾名されていたが、やがて「ヒトラー・ユーゲント、クヴェクス」と渾名されるようになった。クヴェクスとは映画『ヒトラー青年クヴェックス』の主人公であるヒトラー・ユーゲントの名前である。
1935年3月16日にヒトラーはヴェルサイユ条約のドイツ軍備制限条項の破棄を宣言した。旧軍の伝統を本格的に復活させた。「国防省」も「戦争省 (Reichskriegsministerium, 英語：Ministry of War)」に改名された（本項においては以後も国防省を使用する）。国防大臣から陸軍大臣への降格という説もあるが、一派的には改名である。ヒトラーは同年、彼の忠誠に対して国防三軍の指揮権を委任することで報いた。更に1936年には陸軍元帥に昇格、1937年1月30日には黄金ナチ党員バッジを与えた。
再軍備にあたってブロンベルクは伝統的な立場にこだわらず、騎兵より戦車の役割を評価していた。戦術面では東プロイセン時代の演習の経験をいかして防御の利点を積極的に認め、攻撃の補助手段として活用した。ハンマーシュタインの攻撃型の原理に修正を加えた。

### 失脚とその後

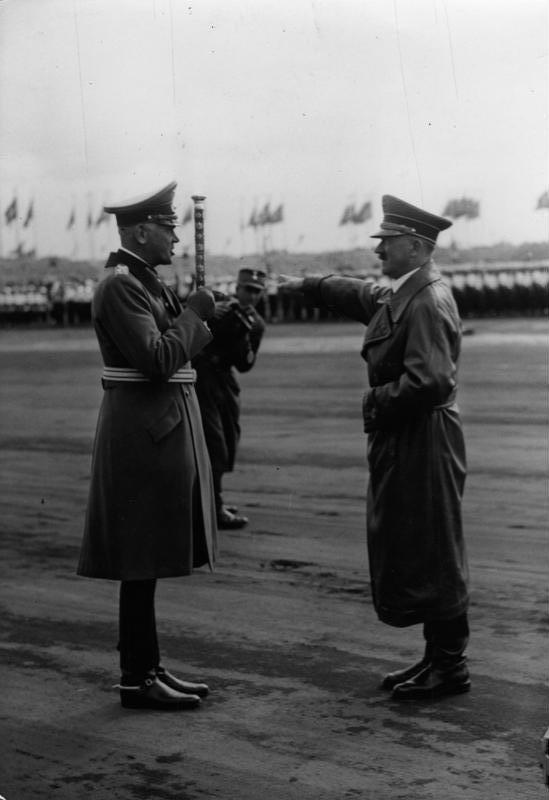
元帥杖を手にヒトラーに敬礼するブロンベルク。1937年9月

1937年11月5日、彼はヒトラーの主宰する秘密会議に参加した。三軍の総司令官、ヴェルナー・フォン・フリッチュ（陸軍）、エーリヒ・レーダー（海軍）、ヘルマン・ゲーリング（空軍）、そして外務大臣コンスタンティン・フォン・ノイラートが出席していた。議題は、「決定的に近い未来における」、オーストリアとチェコスロバキアに対する戦争計画であった。ブロンベルクは計画そのものには賛意を示したが、国防軍の戦争準備が十分でない状態での開戦には反対であった。ヒトラーは英仏の介入はないと予測していたが、ブロンベルクやフリッチュは懐疑的であり、レーダーもほとんど発言しなかったため、会議での合意は得られなかった。ヒトラーは、自分の意に従わない陸軍を掌握するため、ブロンベルクとフリッチュの排除を考え出す。
そのころ、ブロンベルクはエルナ・グルーン(Erna Gruhn)という25歳の女性と恋愛関係にあった。11月頃には彼女との結婚を決めた。しかしほどなく、彼女は元娼婦であったという噂が流れだす。1938年1月12日にはヒトラーを証人として結婚式を挙げるが、いかがわしい女性と司令官が結婚したということに対して将校団が反発し、軍の支持を完全に失う。1月26日、ヒトラーから結婚の解消を求められたがこれを拒否、辞任した。時を同じくしてフリッチュも同性愛者であるとの容疑がかかり、失脚する。この二つの事件は国防相の地位を狙ったゲーリングや、ハインリヒ・ヒムラーやラインハルト・ハイドリヒのゲシュタポの画策によるもので、特にフリッチュの事件は全くのでっちあげのスキャンダルであった。
ブロンベルクは罷免される際に、陸軍総司令官の後任にヴァルター・フォン・ブラウヒッチュとライヒェナウを推薦し、国防相の後任としてゲーリングを推薦した。しかし、ゲーリングの国防相就任はヒトラーに認められなかった。そこでブロンベルクは、ヒトラー自身の国防相兼務を提案している。しかしその後、そもそもヒトラーは後任の国防大臣を任命せず、自身が国防軍最高指揮者と国防軍総司令官を兼務してヴィルヘルム・カイテル中将を総長とする国防軍最高司令部を新設し、自らはその最高司令官となった。こうして軍に対するヒトラーの支配はより確実なものとなった。なお、ヒトラーは「外遊資金」として5万ライヒスマルクを贈り、有事の際は必ず呼び戻すと約束している。
辞職後、一年間の新婚旅行に出かけたが、ローマで国防相副官のヴァンゲンハイム海軍中佐（Hubert Freiherr von Wangenheim）に自決を勧告される事件が起こっている。また、夫人との関係もうまくいかず、二週間後には離婚を前提として復職を要請する親書をヒトラーに送ったが、却下されている。
1939年9月、第二次世界大戦が始まった。ブロンベルクはかつての約束通り現役に復帰することを望んだが、ヒトラーは離婚しない限り復帰させないと拒否、かつての約束は反故となった。ブロンベルクは復帰することなく、逼塞して暮らした。夫人には男性関係の噂がしばしば立ち、友人も離婚を勧告したが、「妻は名誉あるドイツ陸軍大将の座を捨てさせた女であり、それほどの女を捨てることなどできない。」と言い、結婚生活を続けた。
第二次世界大戦が終わると、戦犯容疑で連合軍に逮捕された。ニュルンベルク裁判には証人として出廷している。1946年3月、癌のため米軍病院にて死去した。

## キャリア

### 階級
- 1897年3月13日、少尉(Leutnant)
- 1907年5月18日、中尉(Oberleutnant)
- 1911年3月20日、大尉(Hauptmann)
- 1916年3月22日、少佐(Major)
- 1920年12月18日、中佐(Oberstleutnant)
- 1925年4月1日、大佐(Oberst)
- 1928年4月1日、少将(Generalleutnant)
- 1929年10月1日、中将(Generalleutnant)
- 1933年1月30日、名誉階級歩兵大将(Charakter als General der Infanterie)
- 1933年8月31日、上級大将(Generaloberst)
- 1936年4月20日、元帥(Generalfeldmarschall)

### 受章
- プール・ル・メリット勲章（プロイセン王国）
- 一級及び1914年版二級鉄十字章（プロイセン王国）
- ホーエンツォレルン王家勲章剣付騎士十字章（プロイセン王国）
- 第四級王冠勲章(de)（プロイセン王国）
- 第三級剣・王冠付ホーエンツォレルン公家勲章（プロイセン王国）
- 四級剣付軍功勲章及び四級剣・王冠付軍功勲章(de)（バイエルン王国）
- 剣付アルブレヒト勲章第一級騎士十字章(de)（ザクセン王国）
- ヘッセン勇敢メダル(de)（ヘッセン大公国）
- 一級及び二級戦争功労章(de)（ブラウンシュヴァイク公国）
- 一級及び二級フリードリヒ・アウグスト十字章(de)（オルデンブルク大公国）
- ハンザ都市同盟十字章(de)（ブレーメン市）
- 戦争功労十字章(de)（ザクセン＝マイニンゲン公国）
- 戦争功労十字章(de)（リッペ侯国）
- 忠勤十字章(de)（シャウムブルク＝リッペ侯国）
- 名誉十字章前線戦士章（ドイツ国）
- 1級乃至4級国防軍勤続章 (de)（ドイツ国防軍）
- 1918年版戦傷章黒章（ドイツ国）
- パイロット兼観測員章・ダイヤ付金章(de)（ドイツ空軍）
- 黄金ナチ党員バッジ（ナチ党）
- 勲一等旭日大綬章[27]（大日本帝国）